# نائوکو کودا
نائوکو کودا (انگلیسی: Naoko Kouda؛ زادهٔ ۲۲ مارس ۱۹۵۹) صداپیشه، و بازیگر اهل ژاپن است.